# Prince of Persia: The Fallen King
Prince of Persia: The Fallen King é um jogo de ação-aventura em terceira pessoa que foi desenvolvido pela Ubisoft Casablanca. Tendo sido lançado para o portátil Nintendo DS em 2 de dezembro de 2008, ele é um spin-off do jogo Prince of Persia. O enredo, cuja ambientação é a antiga Pérsia, é focada no papel do personagem do jogador em uma batalha celestial entre dois deuses: Arimã e Aúra-Masda. O jogador assume o papel do Prince e Zal, lutando contra o exército de Arimã com uma variedade de ataques mágicos e físicos. Prince of Persia: The Fallen King foi bastante criticado pela mídia, sendo o maior problema do jogo considerado a jogabilidade.

## Jogabilidade
O objetivo principal do jogo é coletar quatro peças de um selo mágico que irão banir o deus maligno Arimã da região. O stylus do Nintendo DS é usado com a tela sensível ao toque para mover o Prince e fazer com que ele faça acrobacias durante combates, como também controlar as magias de Zal. Em certos pontos do jogo, Zal fica corrompido pelo mal, obrigando o Prince a perseguir e derrotá-lo. Algumas vezes, após ser derrotado, Zal adquire novos poderes. Tais poderes tornam o Prince e ele capazes de executar movimentos cada vez mais avançados.